# FBC Calangianus 1905
L'Associazione Sportiva Dilettantistica FBC Calangianus 1905, meglio noto come Calangianus (IPA : [lu karaɲanj] Lu Caragnani in gallurese) è una società calcistica italiana con sede a Calangianus nella provincia della Gallura Nord-Est Sardegna, attualmente militante nel campionato di Eccellenza Sardegna.
Nata nel 1905 come Società Ginnastica Limbara, è tra le società sportive più longeve in Italia, nonché una delle principali in Sardegna per storia e titoli.
Affiliata alla Federazione Italiana Giuoco Calcio con il numero di matricola 8470, mantenuto dal 1933 ad oggi , può vantare 39 partecipazioni alla Serie D comprese tra il 1955 ed il 2009, ed è per questo prima squadra della Sardegna e tredicesima squadra italiana per presenze in Serie D. Trattasi della squadra più titolata dell'isola nel massimo livello regionale, parimerito con Cagliari Calcio, Monteponi Iglesias e Ilvamaddalena. Inoltre è stata, fino alla stagione 2017-2018, assieme ad Olbia Calcio e Cagliari Calcio, l'unica società sarda a non essere mai retrocessa in alcuna categoria inferiore alla stessa.
La sigla FBC presente nell'attuale denominazione deriva dall'acronimo del vecchio nome del club assunto nel 1979, Foot Ball Club Calangianus.

## Storia

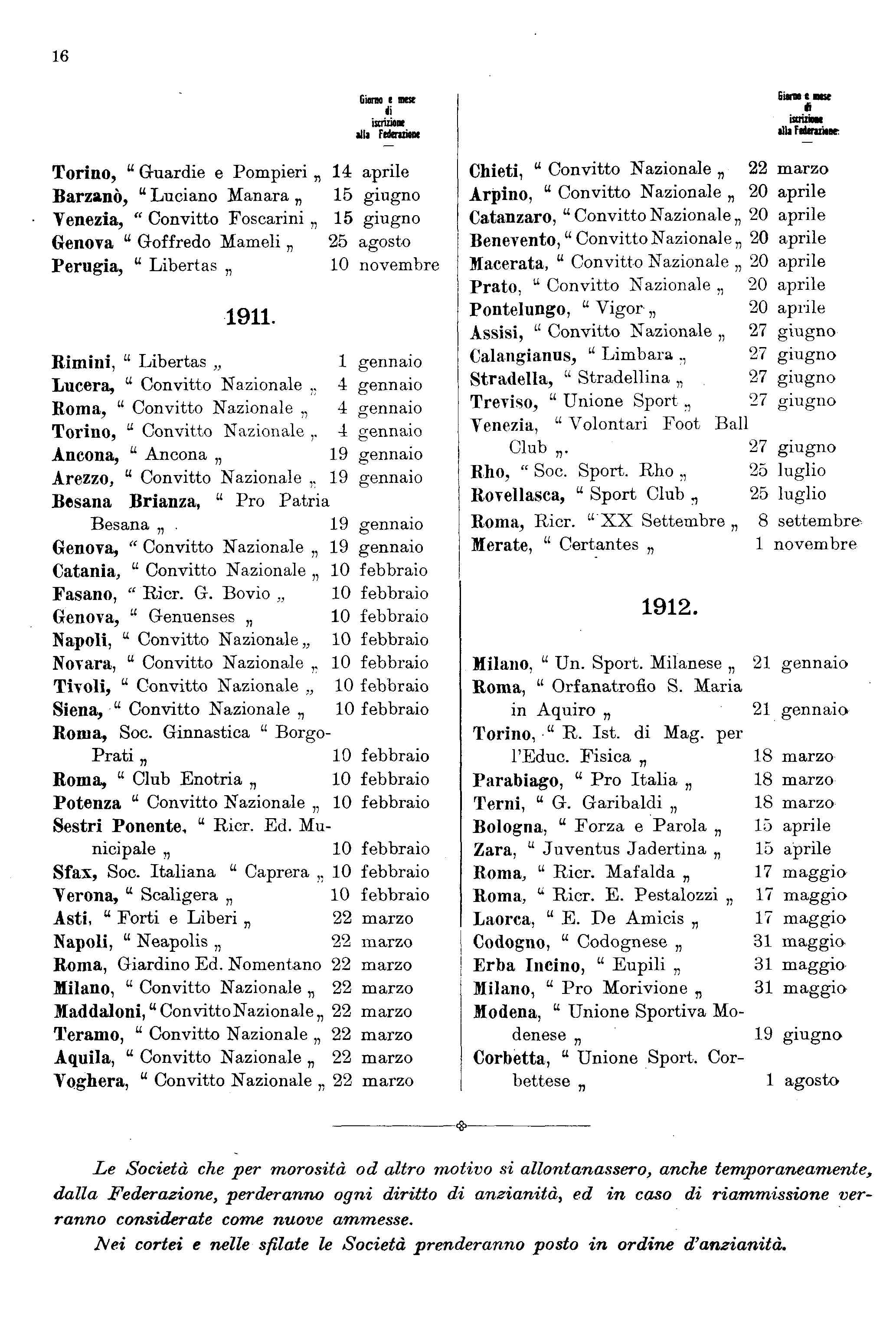
Elenco delle società affiliate alla F.G.N.I. Il Calangianus compare nella sezione riferita al 27 giugno 1911.

### Origini
Il 28 aprile 1905 venne fondata la Società Ginnastica Limbara, affiliatasi regolarmente alla Federazione Ginnastica d'Italia il 27 giugno 1911, con il nero come colore sociale. Si hanno poche notizie del periodo che va dalla fondazione della società fino alla conclusione del periodo interbellico: il calcio sardo si sviluppò nei primi anni del Novecento e la SG Limbara di Calangianus figurerà in maniera stabile con una sezione di foot ball, in seguito ad SG Amsicora di Cagliari, Società Ilva di La Maddalena, SG Tharros di Oristano e S.E.F. Torres di Sassari, solo a partire dagli anni venti del Novecento.

Il 1 agosto 1922 la sezione di foot ball viene nominata Centro Sportivo Audax, con il bianco ed il rosso come colori sociali. Rilevante a tal proposito è la data del 24 agosto 1924, nella quale si tenne una gara amichevole tra C.S. Audax e Liberi Calciatori Terranovese, selezione calcistica della città di Olbia (allora Terranova Pausania), giocata a Calangianus presso il campo sportivo edificato nei pressi del caseggiato delle scuole elementari ed in seguito intitolato a Gaetano Mariotti, sito nell'attuale via Marconi. La gara registrò una discreta affluenza di pubblico e vide gli olbiesi imporsi per 2 reti a 0. È in questo periodo che le due compagini galluresi cominciano ad affermare il proprio legame: il cospicuo seguito di pubblico connoterà già negli anni a seguire una delle amicizie più sentite ed antiche dell'isola.

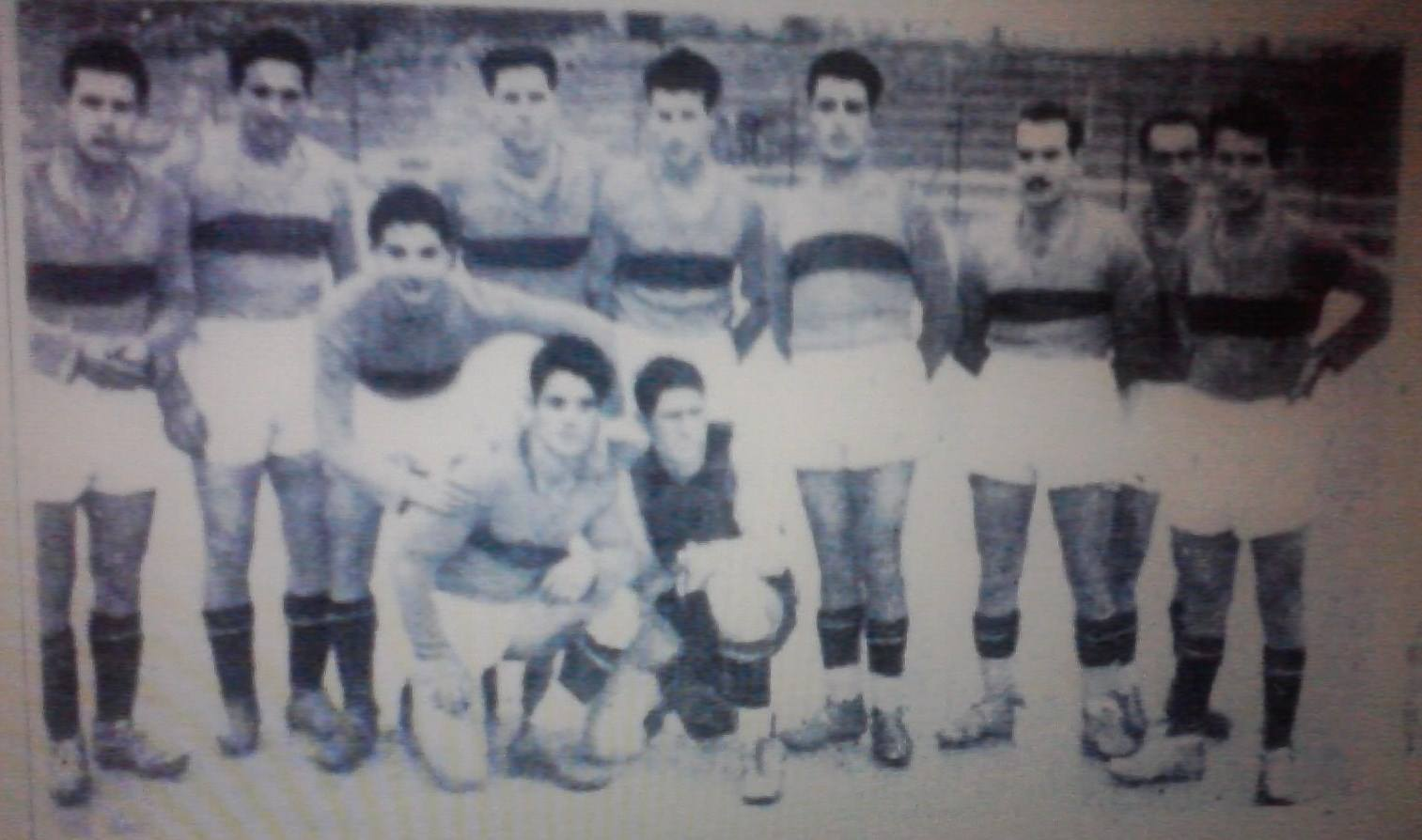
Formazione dell'SS Audax Calangianus durante la stagione di Prima Divisione Sardegna 1946/1947, nell'allora campo sportivo Limbara.

### I campionati U.L.I.C. e la seconda guerra mondiale
Nel 1928 la società prende il nome di Usla Calangianus, adottando il giallo ed il verde come colori sociali e partecipando al campionato circondariale U.L.I.C. dello stesso anno, al quale prenderanno parte anche G.S. Terranovese ed A.G.F. Terranova di Olbia, Società Ilva e A.G.F. Maddalena di La Maddalena.Su Il Littoriale del 16 novembre 1928 è citato un incontro di foot ball disputato a Calangianus tra l'Usla Calangianus e la Turritana di Porto Torres, vinto dai padroni di casa per 5 reti a 3.
Nell'anno seguente, in occasione del campionato U.L.I.C. 1929-1930, il Calangianus cambierà nuovamente colori sociali adottando il lilla. La società sarà per le seguenti due stagioni legata all'Avanguardia Giovanile Fascista, disputando regolarmente i campionati U.L.I.C. del comitato di Terranova Pausania fino al 1933 col nome ufficiale di A.G.F. Calangianus.
Il 1933 è un anno di cospicua rilevanza per il Calangianus, il quale si affiliò per la prima volta alla Federazione Italiana Giuoco Calcio e si iscrisse regolarmente al girone Nord della Terza Divisione Sardegna 1933-1934 con la matricola FIGC 8470, conservata ancora oggi. Il periodo che intercorre tra questa stagione e lo scoppio della seconda guerra mondiale è caratterizzato da un forte e lungo momento di crisi per il calcio della Sardegna che non risparmia il Calangianus, il quale rinunciò all'iscrizione al campionato di Seconda Divisione Sardegna 1934-1935, massimo torneo regionale che, seppur elevato al rango di Seconda Divisione durante il medesimo anno, non venne più disputato fino al 1936. Solo nel 1938, con l'assunzione del nome G.I.L. Calangianus, la società torna a prendere parte ai campionati ufficiali, a partire dall'iscrizione al campionato di Prima Divisione 1938-1939, concluso in quinta posizione e disputato adottando l'azzurro come colore sociale. Fu lo scoppio della seconda guerra mondiale ad interrompere definitivamente l'attività della compagine calangianese fino al 1945.

### Il dopoguerra e la IV Serie

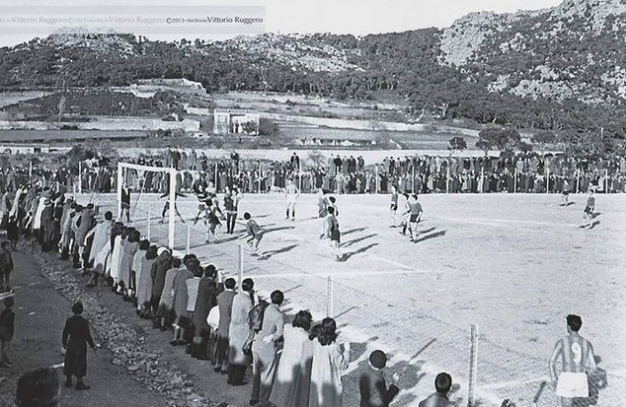
Incontro tra Calangianus e Tempio durante la stagione di Promozione Sardegna 1953-1954, in un vecchio stadio Signora Chiara.

Nel 1945 il Calangianus cambia nome in Società Sportiva Audax Calangianus, riprendendo parte ai campionati ufficiali di Sardegna con l'immediata iscrizione alla Prima Divisione Sardegna 1945-1946, conclusa all'ottavo posto. A partire da questa stagione la squadra assume per la prima volta come colori sociali i colori rappresentativi del comune di Calangianus, il giallo ed il rosso, mantenendoli fino all'età contemporanea.
Nel campionato di Prima Divisione Sardegna 1946-1947, il 9 febbraio 1947, l'Audax Calangianus batté per 5 reti a 2 il Cagliari Calcio, che conquisterà la promozione in Serie B nello stesso anno. Tale stagione, che i giallorossi conclusero al settimo posto, fu di grande rilevanza per il calcio sardo. Trattasi infatti dell'unico campionato nel quale si affrontarono tutte le società più blasonate del calcio isolano: Cagliari, Torres, Ilva, Olbia, Nuorese, Calangianus, Tempio, Tharros e Carbonia. In corrispondenza alla continua militanza dell'Audax in Prima Divisione (allora il principale campionato su base regionale), il seguito di pubblico della squadra ebbe un incentivo notevole. In questo periodo venne composto dal maestro locale Michele Columbano il primo inno del Calangianus, sui versi dello scrittore locale Giovanni Scano. Il motivo parafrasa una canzonetta popolare in voga all'epoca chiamata "La Romanina", e venne intitolato "Siamo Calangianesi".

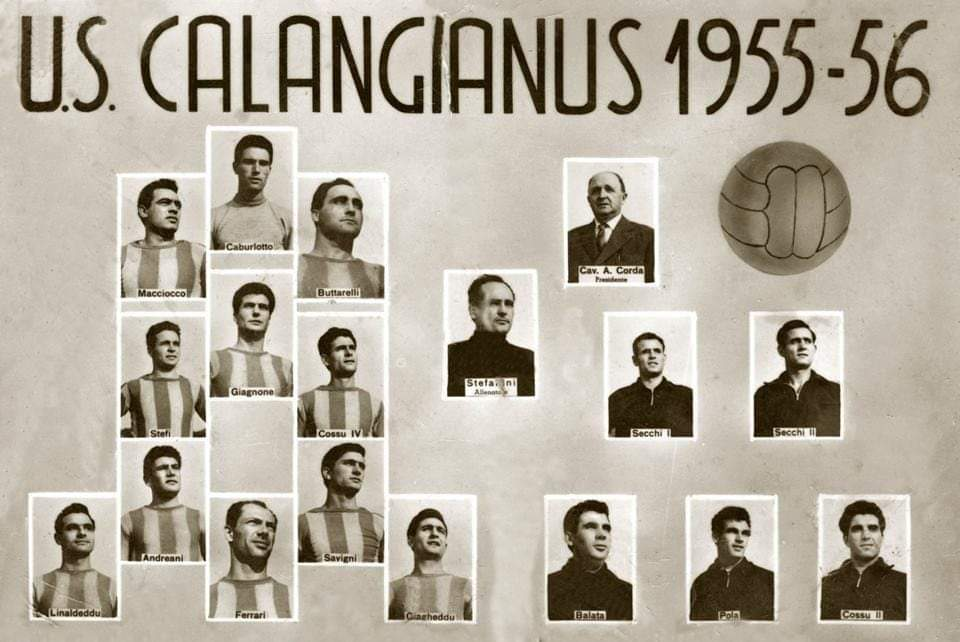
Prima rosa dell'U.S. Calangianus in IV Serie, stagione 1955-1956.

Il 6 marzo 1949, in una gara interna dell'Audax contro l'Associazione Sportiva Bacu Abis di Carbonia valida per la Prima Divisione Sardegna 1948-1949, il gremito pubblico del vecchio comunale di via Marconi si rese protagonista di un'invasione di campo alla quale seguì un'aggressione nei confronti dell'arbitro Casu, accusato di mancata neutralità nella direzione della gara. La Società Sportiva Audax Calangianus fu radiata dai ruoli federali ed esclusa dalla stagione in corso alla ventottesima giornata, a campionato quasi concluso. Lo stadio Rinascita, diversi giocatori e dirigenti giallorossi vennero squalificati.

In seguito alla squalifica dell'Audax Calangianus nel 1949, lo stesso anno la società prese il nome di Unione Sportiva Calangianus e si iscrisse alla Prima Divisione 1949-1950 in quanto non fu liquidata. La squadra giocherà buona parte delle partite interne in campi periferici, in attesa del completamento del nuovo stadio Signora Chiara, inaugurato nel 1953.Dopo una serie di importanti piazzamenti che sancirono l'immediata rinascita della società, nel 1955 il Calangianus, guidato dal tecnico Di Francesco, si aggiudicò il campionato di Promozione Sardegna 1954-1955 (nuova denominazione della Prima Divisione, adottata a partire dalla stagione 1952-1953), guadagnandosi la prima promozione in IV Serie della sua storia. La militanza nella quarta serie nazionale fu interrotta dalla Ternana in seguito allo spareggio del 31 maggio 1956 giocato a Civitavecchia e finito a reti inviolate, poi ripetuto a Roma il 10 giugno e terminato col risultato di 2 reti a 0 a favore della Ternana.

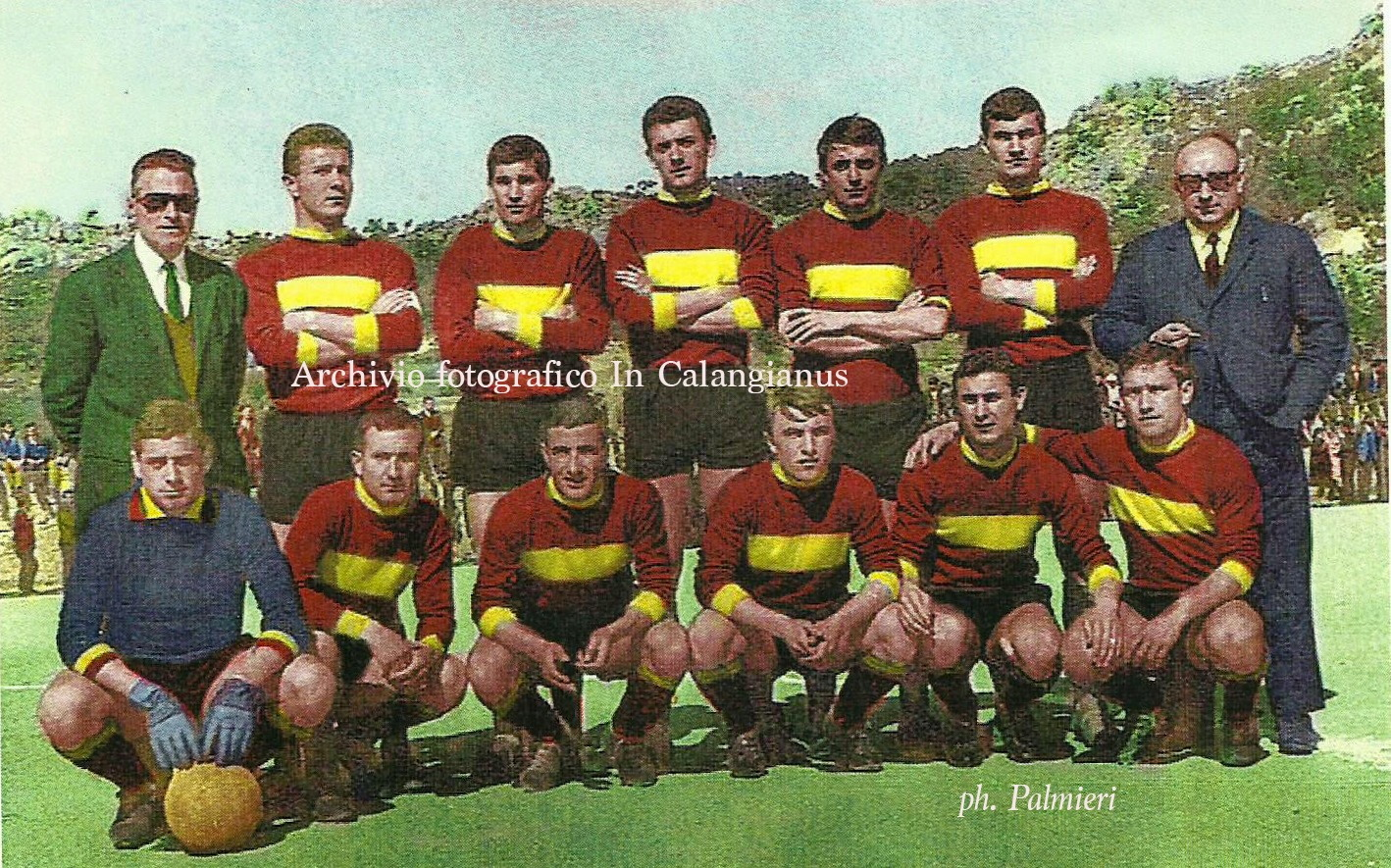
Formazione dell'US Calangianus 1905 durante il campionato di Serie D 1963-1964.

Dopo due stagioni nel massimo campionato a livello regionale, nel 1959, in seguito alla vittoria nel proprio girone del Campionato Dilettanti, il Calangianus conquistò il diritto di partecipare alle qualificazioni interregionali ed alla disputa per l'assegnazione dello scudetto dilettanti. Nei sedicesimi di finale i galluresi incontrarono i toscani dei G.S. Mobilieri Cascina, i quali si imposero per 6 reti a 0 in occasione della partita d'andata a Cascina: a poco servì la vittoria per 2-1 dei giallorossi a Calangianus, che vennero così eliminati dalla disputa. Il G.S. Mobilieri Cascina superò il turno e in seguito si aggiudicò il titolo nazionale. L'anno successivo il Calangianus conquisterà nuovamente il titolo regionale, raggiungendo di diritto la promozione diretta nel campionato nazionale di Serie D. I giallorossi vincono gli ottavi ed i quarti di finale del raggruppamento del sud Italia, tuttavia perderanno in semifinale contro la Scafatese per 2 reti a 1 dopo i tempi supplementari. Il Calangianus soccombe anche nella disputa per il terzo posto, contro la Finale Ligure.
Il 29 ottobre 1961, durante la trasferta contro il Solvay Rosignano valida per il Girone B della Serie D 1961-1962, si verificarono incidenti causati dal pubblico di casa nei quali, a match concluso, vennero coinvolti anche i giocatori delle due formazioni. Diversi calciatori del Calangianus furono arrestati per essere inveiti contro alcuni rappresentanti delle forze dell'ordine. La notizia suscitò clamore nei quotidiani di rilievo nazionale.
Nella stagione successiva, nel girone D della Serie D 1962-1963, il Calangianus sfiorò per la prima volta la promozione in Serie C, concludendo il campionato al terzo posto ad un punto da Tempio ed Empoli. Sarà lo stesso Empoli a vincere il campionato ed aggiudicarsi la Serie C dell'anno successivo. Seguiranno nove partecipazioni al medesimo campionato, tra le quali si annovera il cambio di girone della Serie D 1963-1964, stagione nella quale le squadre sarde vennero accoppiate al girone campano.

### Dagli anni 1970 a fine XX secolo

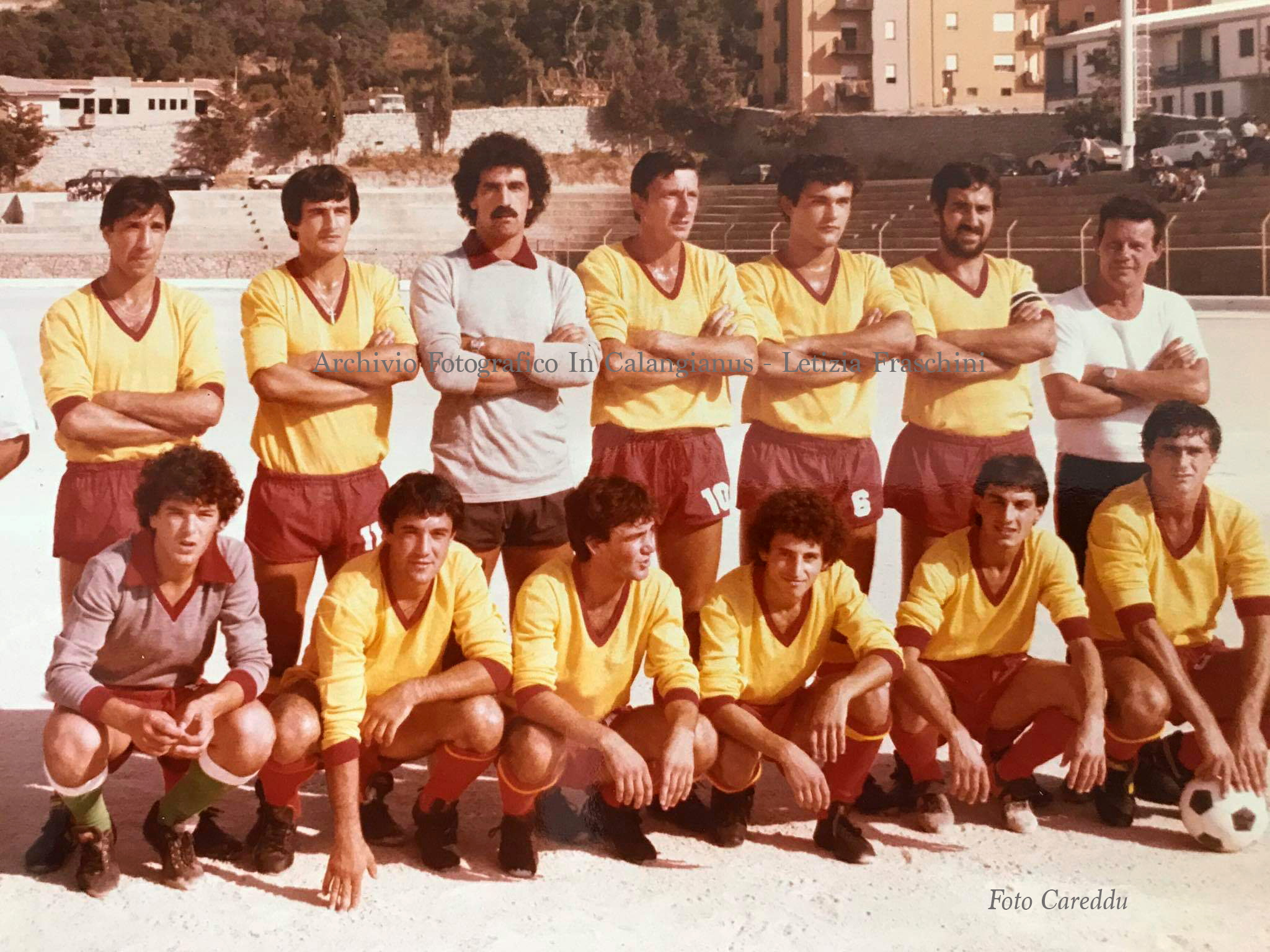
Formazione dell'F.B.C. Calangianus 1905 durante il campionato Interregionale 1981-1982.

Al termine del campionato di Serie D 1971-1972, dopo 12 campionati consecutivi di Serie D, il Calangianus si classificò sedicesimo e retrocedette in Promozione a causa della differenza reti sfavorevole nei confronti del Sora.
Dopo tre stagioni nel primo campionato regionale, nella stagione 1975-1976 il Calangianus allenato da Paolo Degortes ritornò in Serie D, vincendo nuovamente il titolo sardo.Nello stesso periodo, il 25 marzo 1975 i giallorossi vennero impegnati da un match amichevole internazionale contro l'Internacional di Porto Alegre dell'ancora giovane Falcão. Vi permarrà due stagioni, per poi retrocedere nella stagione 1977-1978 (i giallorossi si salvarono ma retrocedettero in seguito alla riammissione della Romulea) e risalire l'anno successivo, in seguito alla vittoria del titolo nello spareggio contro il Sant'Antioco per 1 rete a 0, in data 10 giugno 1979. L'Unione Sportiva Calangianus assunse, a partire dalla stagione consecutiva, il nome Foot Ball Club Calangianus 1905, militando per 5 anni di fila nel campionato di Serie D, che al contempo prese la denominazione di campionato Interregionale. Una breve parentesi in Promozione, con 12 conseguenti campionati di Serie D (Interregionale e CND) consecutivi, si ebbe tra il 1984 ed il 1986. 
In occasione degli interregionali 1986-1987 e 1987-1988 il Calangianus sfiorò la promozione in Serie C2, concludendo entrambe le stagioni al terzo posto con quattro punti di differenza dalle prime classificate, rispettivamente Tempio ed Ilva. Ancora una volta, nella stagione 1995-1996, il Calangianus si avvicino alla promozione in Serie C2, concludendo in seconda posizione il girone B (7 punti separarono i giallorossi dalla vincitrice Vogherese). I giallorossi vinceranno nello stesso anno il proprio girone per la disputa dello scudetto dilettanti, tuttavia non riuscendo a qualificarsi al triangolare finale.
Nella stagione 1997-1998 il Calangianus si classificò sedicesimo e retrocedette in Eccellenza (nuovo nome del massimo campionato a livello regionale), permanendovi per quattro stagioni.

### Gli anni duemila

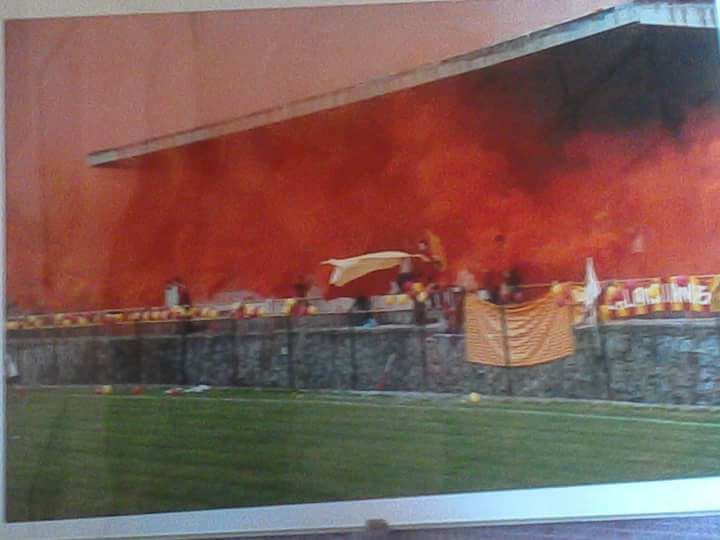
Scenografia della tribuna centrale del Signora Chiara in occasione di Calangianus 3-0 Taloro Gavoi del 30 aprile 2002, valida per il campionato di Eccellenza Sardegna 2001/2002.

All'inizio della stagione 2001-2002, il Calangianus viene prelevato dal notaio Roberto Goveani, durante la cui presidenza i giallorossi conquisteranno la vittoria del campionato con la conseguente promozione in Serie D, in seguito alla vittoria per 2 reti a 0 sul campo del Pula il 6 maggio 2002. In occasione della conquista del titolo venne composto da Marco Columbano l'attuale inno del Calangianus, intitolato "Giallorossi Alè Oh Oh".
In seguito alla stagione di Serie D 2002-2003, conclusa con un settimo posto, il Calangianus annuncia tramite un comunicato stampa le dimissioni dalla presidenza della società di Roberto Goveani il 16 maggio 2003, appena il campionato si concluse. Dopo un mese la società sarà presa in gestione da una lista di trenta imprenditori locali, capeggiati da Davide Di Pellegrini, i quali ne eviteranno il fallimento e la cessione del titolo, ormai quasi ultimata in favore del Castelsardo.Il 30 giugno 2003 Roberto Goveani cede la società al nuovo gruppo dirigenziale.

Nella stagione 2003-2004 il Calangianus, arrivato 15º nel girone B della Serie D, giocherà e perderà i play-out sul campo del Rodengo Saiano per 3 reti a 0, il 31 maggio 2004. Il Calangianus sarà ripescato nel girone H della Serie D nazionale della stagione successiva, che concluderà in nona posizione. Seguono altre quattro partecipazioni al campionato di Serie D, nelle quali i giallorossi trovarono la salvezza ai play-out nelle stagioni 2006-2007 e 2007-2008 (risultati complessivi, rispettivamente, Calangianus 4-3 Renate e Calangianus 3-1 Guidonia Montecelio), fino al sedicesimo posto e alla conseguente retrocessione nella stagione 2008-2009. Durante la stagione 2006-2007 il Calangianus dovette disputare parte degli incontri casalinghi negli stadi periferici Bruno Nespoli di Olbia, Biagio Pirina di Arzachena e Nino Manconi di Tempio Pausania, a causa della dichiarata inagibilità dello stadio Signora Chiara in seguito agli scontri di Catania del 2 febbraio 2007.

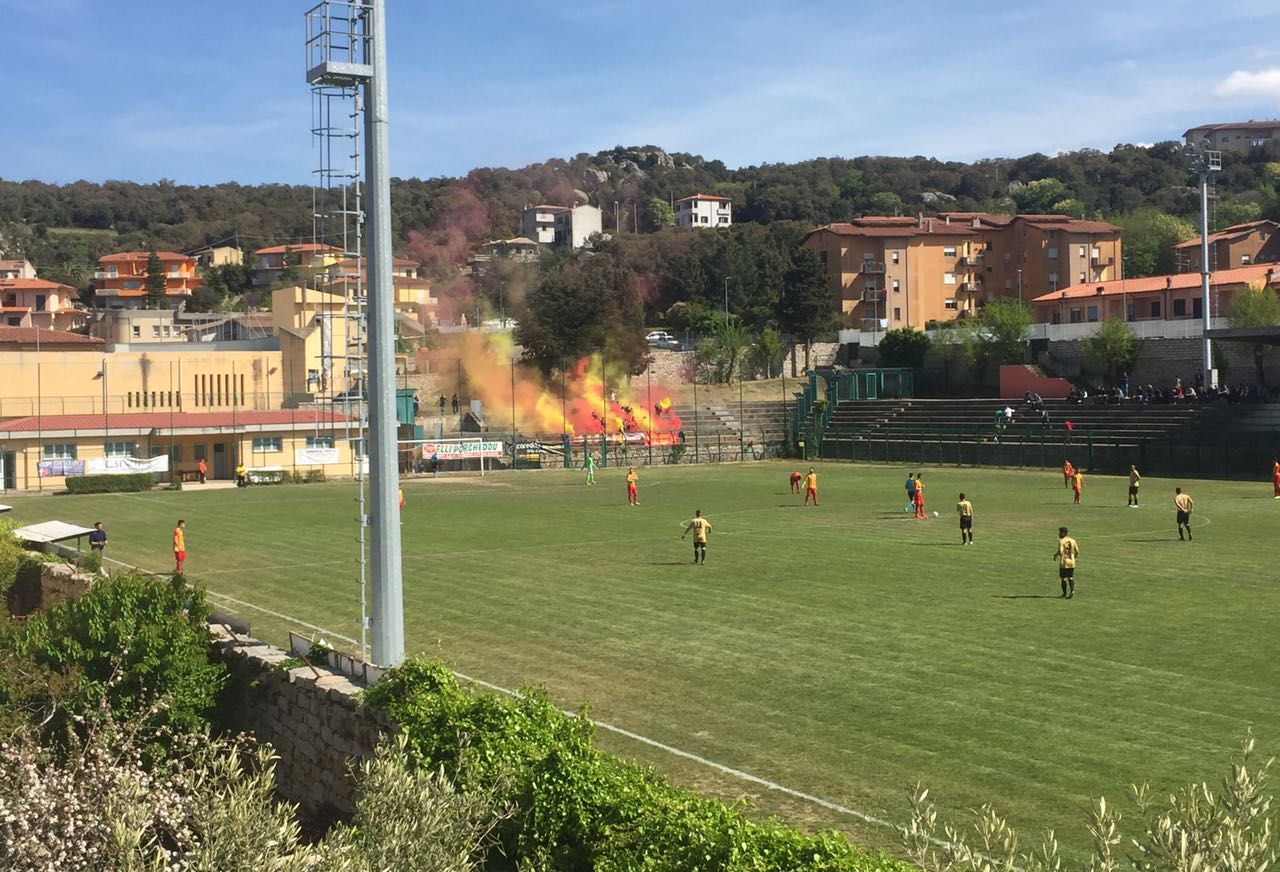
Semifinale play-off dell'Eccellenza Sardegna 2016-2017, disputata tra Calangianus e Castiadas allo stadio Signora Chiara.

Il Calangianus, in seguito alla retrocessione nel 2009, milita in Eccellenza fino alla stagione 2017-2018, reduce di rendimenti altalenanti tra i quali si denotano due salvezze ai play-out nelle stagioni 2013-2014 (Calangianus 3-1 Serramanna) e 2014-2015 (Calangianus 1-0 Fertilia).
Il 10 novembre 2012, prima della gara tra il Calangianus e i rivali del Tempio giocata allo stadio Signora Chiara e valida per il campionato di Eccellenza Sardegna 2012-2013, gravi disordini e scontri tra le due tifoserie hanno causato l'intervento dei Carabinieri e l'arresto di alcuni tifosi di ambedue le parti.

Rilevante è la stagione 2016-2017, conclusa dai giallorossi al terzo posto, in seguito al quale ebbero accesso di diritto alle dispute finali per l'accesso ai play-off nazionali di Serie D. Il Calangianus, dopo il momentaneo successo casalingo per 2 reti a 1 nella semifinale contro il Castiadas giocata il 23 aprile 2017, perse per 1 rete a 0 la finale giocata nel campo neutro di Sa Rodia (Oristano) contro il Budoni, il 30 aprile 2017.

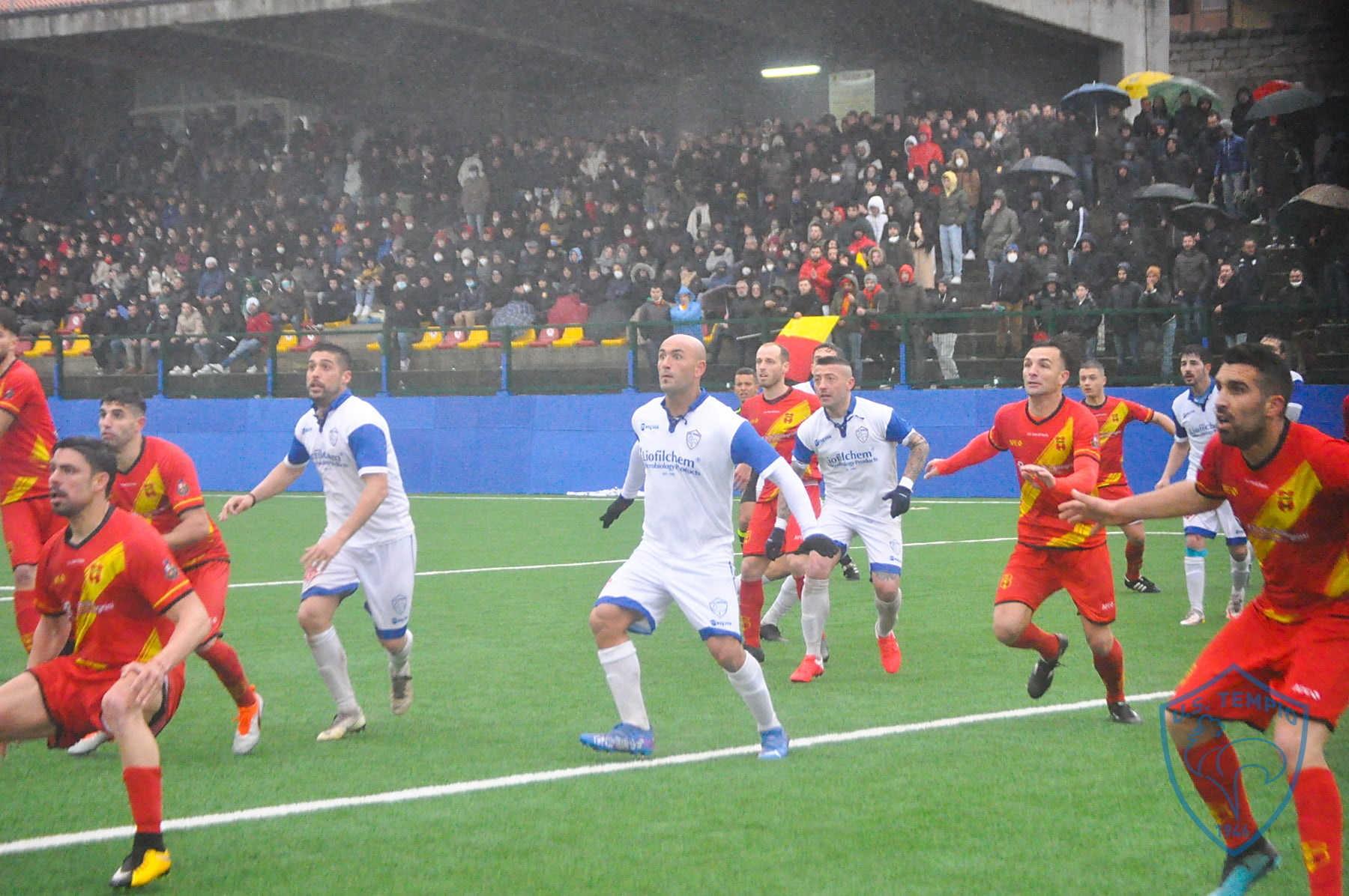
Calangianus 1-0 Tempio, giocata allo stadio Signora Chiara il 19 marzo 2022.

Alla fine di una stagione 2017-2018 caratterizzata da problemi societari che hanno messo a repentaglio il titolo stesso del Calangianus, i giallorossi hanno concluso al 14º posto, guadagnandosi un posto ai play-out persi il 29 aprile 2018 a Monastir per 4 reti a 0: trattasi della prima retrocessione al di sotto del massimo campionato regionale, dopo 113 anni.
Il 13 marzo 2019, in occasione della gara contro la Dorgalese valida per il campionato di Promozione Sardegna 2018-2019, è stato inaugurato il nuovo stadio Signora Chiara, il quale è stato dotato di un nuovo manto sintetico di ultima generazione e rinnovato a livello strutturale.
Durante la sua permanenza nel campionato di Promozione Sardegna, il Calangianus disputa una stagione 2018-2019 da metà classifica ospite di comuni limitrofi quali Telti, Luras, Luogosanto, Valledoria e Tempio Pausania per buona parte di suddetto campionato a causa dei lavori di restauro dello stadio casalingo e le due stagioni 2019-2020 e 2020-2021 sospese a causa della pandemia di COVID-19 in Italia, rispettivamente alla ventiduesima e alla sesta giornata. In seguito alla ripartenza post pandemia, il Calangianus batte per 4 reti a 1 il Porto Torres il 1 maggio 2022 allo stadio comunale di Campanedda, aggiudicandosi con una giornata di anticipo la vittoria del girone C del campionato di Promozione Sardegna 2021-2022 ed il ritorno nella massima serie regionale.

## Colori e simboli

### Colori
I colori della maglia sono il rosso e il giallo, scelti in quanto colori rappresentanti dello stesso comune di Calangianus. La società ha utilizzato, dal 1905 fino ad oggi, diversi colori di maglia dal comune giallo-rosso (spesso abbinato a bianco o nero) adottando, tra i tanti, il nero (colore sociale della S.G. Limbara), il bianco e il rosso (colori sociali del C.S. Audax),  il giallo e il verde (colori sociali dell'Usla Calangianus), il lilla (colore sociale dell'AGF Calangianus) e l'azzurro (colore sociale del GIL Calangianus), fino al 1939. Gli attuali colori sociali, il giallo e il rosso sono stati adottati a partire dalla stagione 1945-1946. La classica divisa del Calangianus è quella a strisce verticali alternate gialle e rosse. Sul lato sinistro è presente lo stemma della società.
Alcune divise storiche del Calangianus:
| Periodo   | Colori                  | Nome                   |
| --------- | ----------------------- | ---------------------- |
| 1905-1922 |                         | G.S. Limbara           |
| 1922-1928 |                         | C.S. Audax             |
| 1928-1929 |                         | Usla Calangianus       |
| 1929-1938 |                         | A.G.F. Calangianus     |
| 1938-1939 |                         | G.I.L. Calangianus     |
| 1945-1949 |                         | S.S. Audax Calangianus |
| 1949-1979 | U.S. Calangianus        |                        |
| 1979-oggi | F.B.C. Calangianus 1905 |                        |

| Manica sinistra · Maglietta · Maglietta · Manica destra · Pantaloncini · Calzettoni · Calzettoni | Manica sinistra · Maglietta · Maglietta · Manica destra · Pantaloncini · Pantaloncini · Calzettoni | Manica sinistra · Maglietta · Maglietta · Manica destra · Pantaloncini · Calzettoni | Manica sinistra · Manica sinistra · Maglietta · Maglietta · Manica destra · Manica destra · Pantaloncini · Calzettoni | Manica sinistra · Manica sinistra · Maglietta · Maglietta · Manica destra · Manica destra · Pantaloncini · Calzettoni | Manica sinistra · Manica sinistra · Maglietta · Maglietta · Manica destra · Manica destra · Pantaloncini · Calzettoni |

| Manica sinistra · Maglietta · Maglietta · Manica destra · Pantaloncini · Calzettoni · Calzettoni | Manica sinistra · Maglietta · Maglietta · Manica destra · Pantaloncini · Calzettoni · Calzettoni | Manica sinistra · Maglietta · Maglietta · Manica destra · Pantaloncini · Calzettoni | Manica sinistra · Maglietta · Maglietta · Manica destra · Pantaloncini · Calzettoni | Manica sinistra · Manica sinistra · Maglietta · Maglietta · Manica destra · Manica destra · Pantaloncini · Pantaloncini · Calzettoni | Manica sinistra · Manica sinistra · Maglietta · Maglietta · Manica destra · Manica destra · Pantaloncini · Pantaloncini · Calzettoni |

| Manica sinistra · Manica sinistra · Maglietta · Maglietta · Manica destra · Manica destra · Pantaloncini · Pantaloncini · Calzettoni · Calzettoni | Manica sinistra · Manica sinistra · Maglietta · Maglietta · Manica destra · Manica destra · Pantaloncini · Pantaloncini · Calzettoni · Calzettoni |

### Simboli ufficiali

#### Stemma
Lo stemma storico era composto da uno scudo in araldica con al centro una croce gialla, a completare il contorno del medesimo colore, su fondo rosso. Dall'alto al basso, in nero, le scritte in ordine FBC Calangianus 1905. Nel 2022 è stato introdotto lo stemma attuale, il quale presenta la simbologia rappresentativa della cittadina: la stella a 8 punte e la foglia della quercia da sughero.

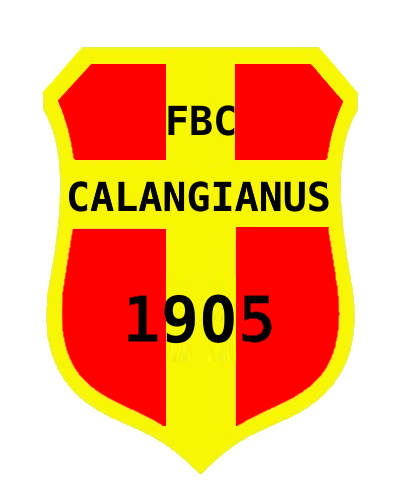
Il logo storico, utilizzato fino al 2022.
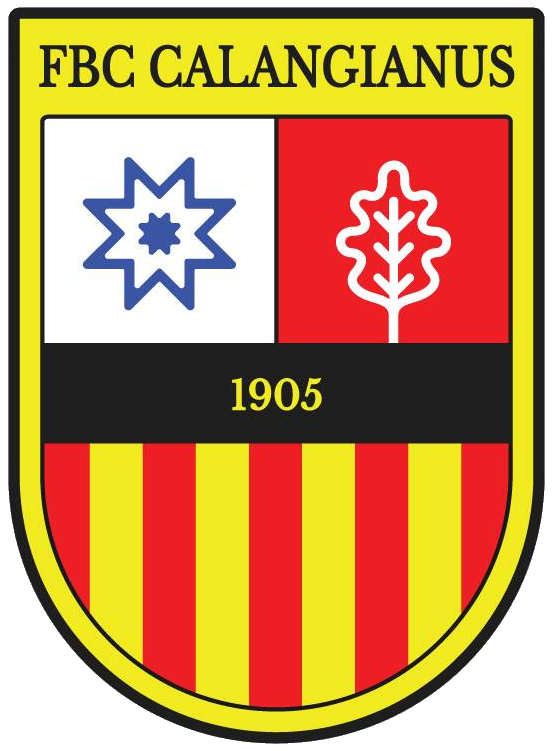
Lo stemma attuale, adottato a partire dalla stagione 2022-2023.

#### Inno
Il vecchio inno venne composto a cavallo tra gli anni 40 e gli anni 50 dal maestro locale Michele Columbano sui versi dell'artista locale Giovanni Scano, ed è intitolato "Siamo Calangianesi". Segue la tonalità del famoso canto "La Romanina". Attualmente, l'inno del Calangianus è quello composto dall'artista locale Marco Columbano, nel 2002, in seguito alla vittoria del campionato di eccellenza e la successiva risalita in Serie D. Si intitola "Giallorossi Alè Oh Oh".

## Strutture

### Stadio

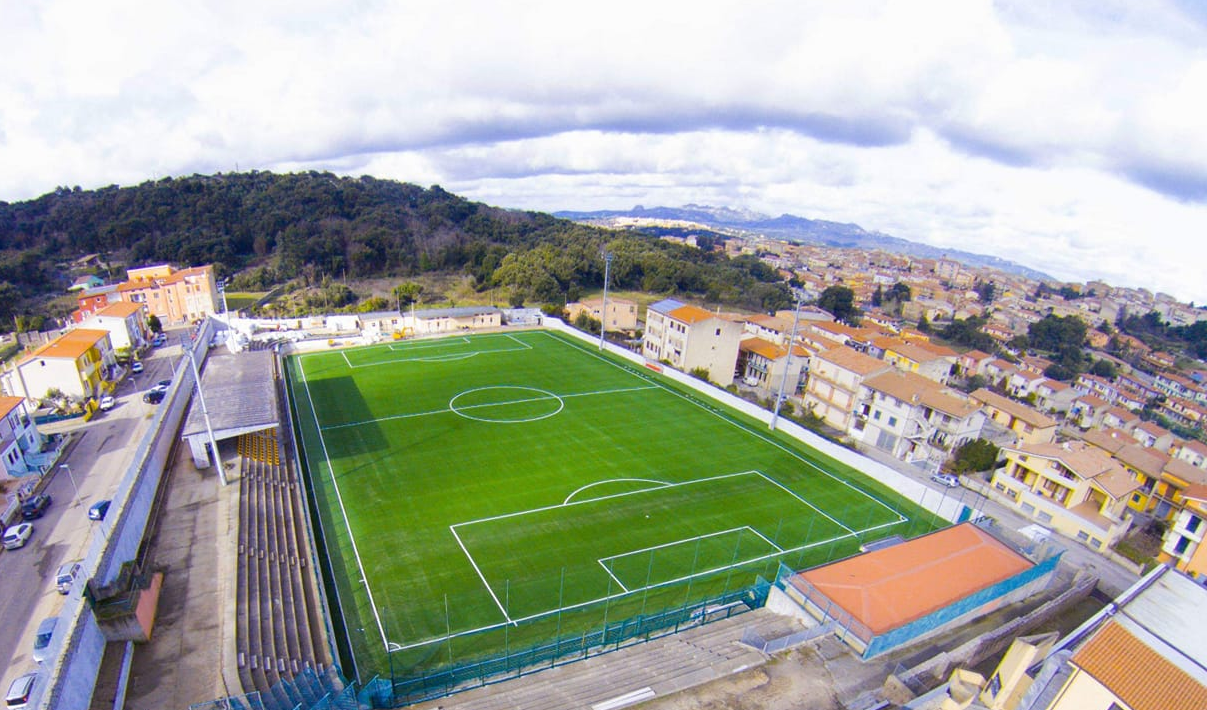
Lo stadio Signora Chiara di Calangianus.

Situava in piazza Guglielmo Marconi il primo impianto sportivo del club, il campo sportivo Limbara intitolato a Gaetano Mariotti, meglio noto come Rinascita e successivamente come Lu Campu Ecchju (dal gallurese "il campo vecchio"), radiato nel 1949 in seguito ad un grave pestaggio nei confronti di un direttore di gara.
Disputa attualmente le sue partite interne presso lo Stadio Signora Chiara, noto come Lu Campu Nou (dal gallurese "il campo nuovo"). Lo stadio ha ospitato 39 stagioni di Serie D, succedendo il vecchio campo sportivo Gaetano Mariotti. Ha inoltre ospitato, tra le più rilevanti, una stagione del Budoni Calcio ed un incontro valido per la Serie C2 1983-1984, il 24 settembre 1983, tra Olbia ed Alessandria (il primo nella storia tra le due compagini).
L'impianto, inaugurato nel 1953, ha una capienza totale di circa 2461 spettatori di cui 433 al coperto, presenta un terreno di gioco in erba sintetica ed è caratterizzato da una struttura lunga continua delle tribune, accorciate per metà nella curva di dimensioni maggiori al fine di far spazio a nuovi spogliatoi.

### Centro di allenamento
Il campo sportivo Gesuino Mariotti è stato la seconda struttura calcistica di Calangianus, edificato nel medesimo periodo del Signora Chiara. Il primo usufruttuario del centro era la A.S.D. Calangianese, seconda squadra del paese nata nel 1975 e militante, nella stagione 2021-2022, in Seconda Categoria.

## Società

### Organigramma societario
- Dino Fois - Presidente
- Antonio Piga - Vicepresidente
- Rubens Curedda - Team Manager
- Antonello Mariotti - Responsabile Scuola Calcio
- Fabrizio Tamponi - Tecnico Juniores
- Lello Aisoni - Preparatore portieri
- Bruno Ena - Preparatore atletico
- Alessandro Trudu - Fisioterapista

### Settore giovanile

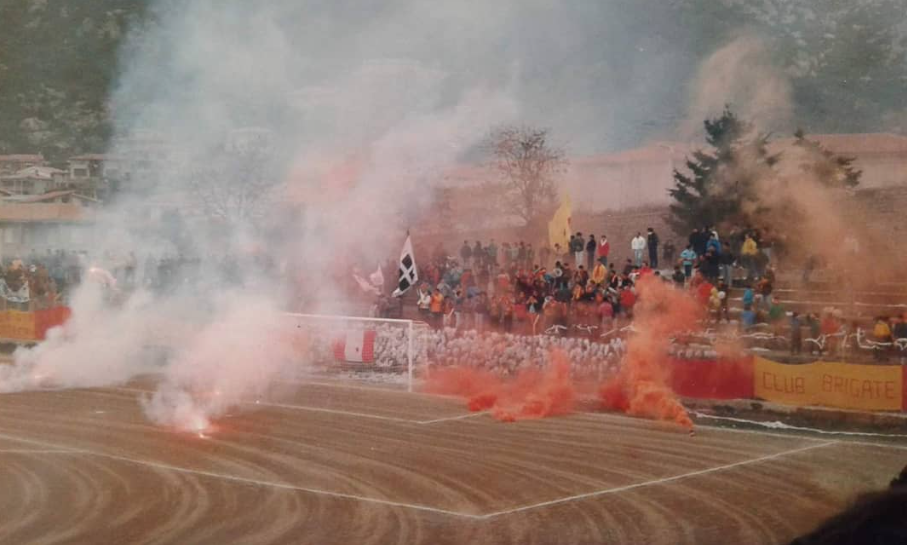
Tifoseria del Calangianus nel 1986 allo stadio Signora Chiara.

Il settore giovanile giallorosso prese nel 2001 il nome di Audax Calangianus (il quale fu la prima denominazione della società). Nonostante sia una realtà minore rispetto a quella delle società più blasonate della Sardegna (Cagliari, Torres, Olbia), il Calangianus è stato modello di organizzazione del settore giovanile e trampolino di lancio per calciatori e tecnici che successivamente ebbero modo di intraprendere carriera nei principali campionati italiani. Un esempio è rappresentato dal difensore Ivano Baldanzeddu.Nell'anno 2013, il settore giovanile è stato chiuso.
A partire dalla stagione 2016-2017, il settore giovanile è stato rifondato per ogni categoria.
Nel 2022, il settore giovanile ha preso parte al Selis Social Goal for Peace, competizione collaterale al Torneo Mondiale Manlio Selis organizzata con il main sponsor Le Coq Sportif, nella quale il Calangianus ha affrontato, assieme ai settori giovanili di Olbia Calcio, US Tempio, Porto Rotondo, San Teodoro, Atletico Monti ed Atletico Buddusò, una selezione di ragazzi proveniente da Israele e Palestina.

## Palmarès

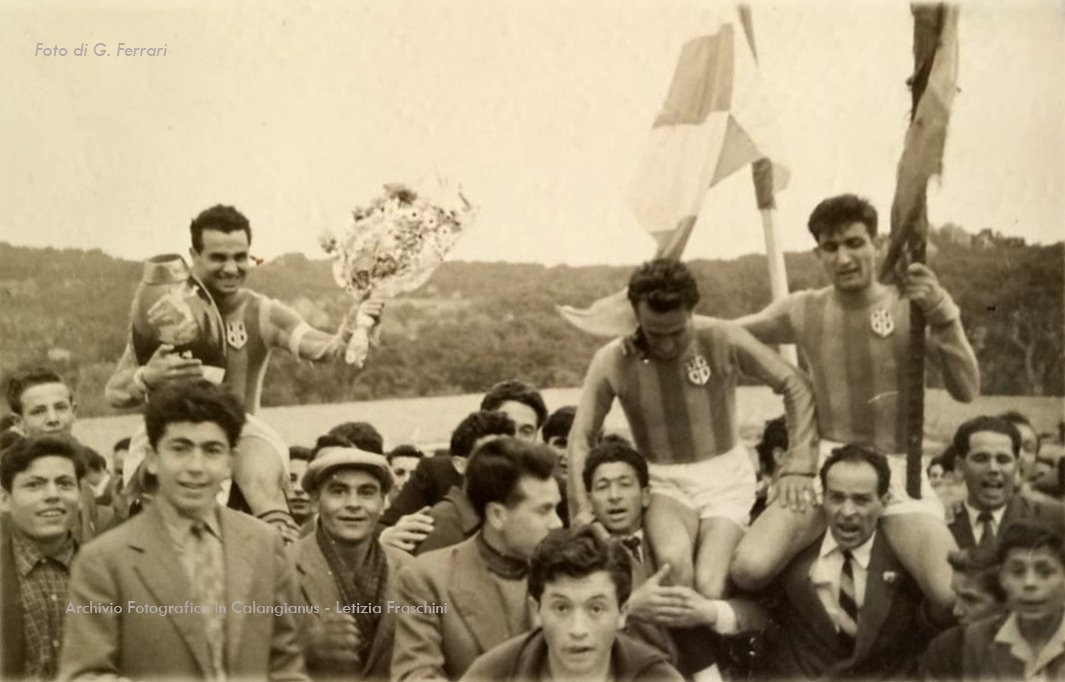
I calciatori dell'U.S. Calangianus festeggiano insieme ai propri tifosi, in seguito alla vittoria contro l' per 4 reti a 0, la vittoria del campionato di Promozione Sardegna 1954-1955 e la conseguente prima promozione in IV Serie della storia del Calangianus.

### Competizioni regionali
- Campionato Nazionale Dilettanti: 1

1958-1959
- Eccellenza: 1

2001-2002
- Promozione: 4

1954-1955, 1975-1976, 1978-1979 (girone B), 2021-2022 (girone C)
- Prima Categoria: 1

1959-1960
- Coppa Cossu-Mariotti: 1

1965-1966

## Statistiche e record

### Partecipazione ai campionati

#### Campionati nazionali
| Livello | Categoria                       | Partecipazioni | Debutto   | Ultima stagione | Totale |
| ------- | ------------------------------- | -------------- | --------- | --------------- | ------ |
| 4º      | IV Serie                        | 1              | 1955-1956 | 1955-1956       | 15     |
| 4º      | Serie D                         | 14             | 1960-1961 | 1977-1978       | 15     |
| 5º      | Serie D                         | 9              | 1979-1980 | 2008-2009       | 24     |
| 5º      | Campionato Interregionale       | 9              | 1981-1982 | 1991-1992       | 24     |
| 5º      | Campionato Nazionale Dilettanti | 6              | 1992-1993 | 1997-1998       | 24     |

#### Regionali
| Livello | Categoria             | Partecipazioni | Debutto   | Ultima stagione | Totale |
| ------- | --------------------- | -------------- | --------- | --------------- | ------ |
| 1º      | Prima Divisione       | 11             | 1938-1939 | 1951-1952       | 39     |
| 1º      | Promozione            | 8              | 1952-1953 | 1978-1979       | 39     |
| 1º      | Campionato Dilettanti | 2              | 1957-1958 | 1958-1959       | 39     |
| 1º      | Prima Categoria       | 1              | 1959-1960 | 1959-1960       | 39     |
| 1º      | Eccellenza            | 16             | 1998-1999 | 2024-2025       | 39     |
| 2º      | Promozione            | 3              | 2018-2019 | 2021-2022       | 3      |
| 3º      | Terza Divisione       | 1              | 1933-1934 | 1933-1934       | 1      |

### Partecipazione alle coppe

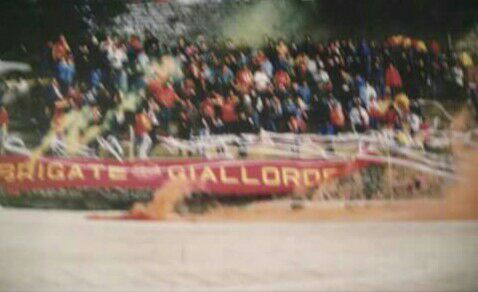
In una foto degli anni '90, la curva dello stadio Signora Chiara.

| Competizione                     | Partecipazioni | Debutto   | Ultima stagione | Totale |
| -------------------------------- | -------------- | --------- | --------------- | ------ |
| Coppa Italia Serie D             | 5              | 2002-2003 | 2008-2009       | 5      |
| Coppa Italia Dilettanti Sardegna | 13             | 1998-1999 | 2017-2018       | 13     |

#### Statistiche di squadra
- Il Calangianus è la squadra più titolata in Sardegna per quanto riguarda il massimo livello calcistico regionale, parimerito con Cagliari Calcio, Monteponi Iglesias e Ilvamaddalena.
- Il Calangianus è la società sarda che ha avuto più presenze in Serie D, collezionando 39 stagioni. Trattasi inoltre della tredicesima squadra italiana per presenze nella quarta serie nazionale.[3][4]
- Il Calangianus, fino alla stagione 2017/2018, non è mai retrocesso sotto il massimo livello regionale, eccezion fatta per la stagione 1948-1949, nella quale la squadra venne squalificata dal campionato alla venticinquesima giornata. Ha mantenuto il primato in Gallura assieme all'Olbia.[5]

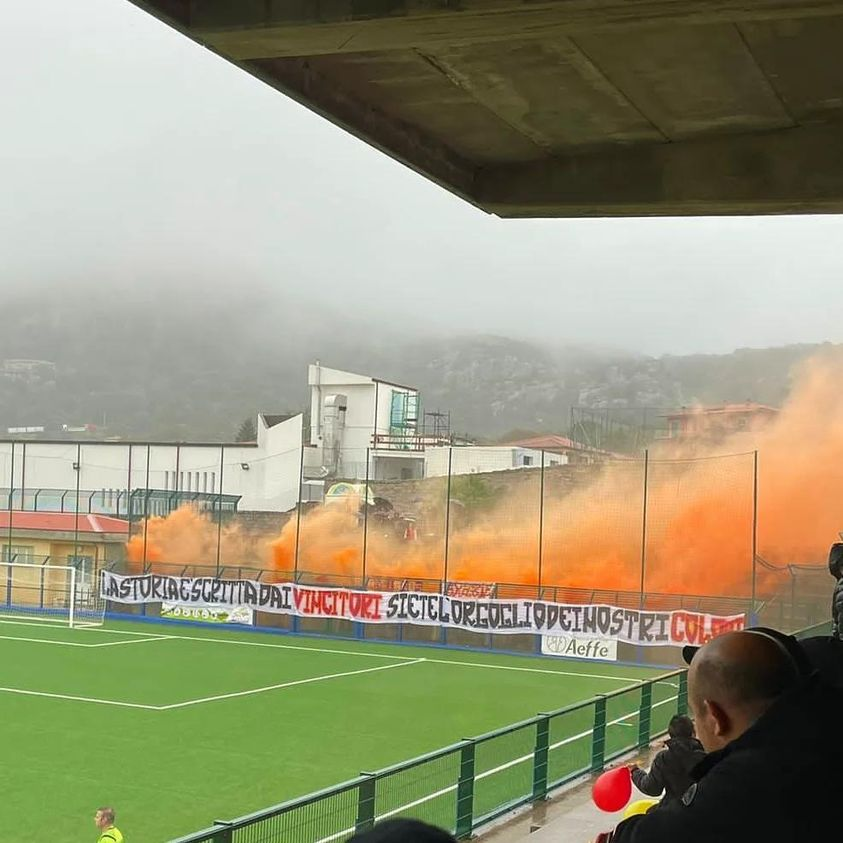
Coreografia della curva del Signora Chiara in occasione della vittoria del campionato di Promozione Sardegna 2021-2022.

## Tifoseria

### Storia
Il seguito dei tifosi del Calangianus si contraddistingue nell'isola: trattasi di una delle principali tifoserie storiche della Sardegna. Il seguito nei riguardi della novità del foot ball è rilevante a Calangianus già dai primi incontri della compagine paesana registrati intorno al 1924, quando ancora i colori indossati dalla C.S. Audax erano il bianco ed il rosso.
Prima del 1987, data di fondazione del primo gruppo ultras di Calangianus, sono stati diversi i club al seguito dei giallorossi, identificabili a partire dalla stagione 1954-1955, stagione che vide la squadra gallurese aggiudicarsi il titolo regionale. Il primo gruppo di tifoseria organizzata della cittadina furono i Supporters, dal quale nacque il Club Brigate Giallorosse. Nel 1987 nacquero le Brigate Giallorosse, oggi non più presenti, e nel 2013 nacque il gruppo Gioventù Ultras Calangianus.

### Gemellaggi e rivalità
La tifoseria calangianese sostiene, dal 1987, un'alleanza con la tifoseria di Olbia. I due club galluresi, tra i pionieri del calcio isolano, connoteranno già dai primi anni del Novecento una delle alleanze più longeve dell'isola. Altra grande amicizia intercorre con i vicini del Lauras. Negli anni sono intercorsi rapporti di amicizia e rispetto reciproco con le tifoserie di Nuorese e Ilvamaddalena.
La rivalità più sentita è, per ragioni principalmente campanilistiche, quella con i vicini del Tempio: le due squadre galluresi si contendono uno dei derby più importanti e seguiti del panorama calcistico sardo. Inoltre, conseguenza della rivalità con i tempiesi e dell'alleanza con la tifoseria olbiese è l'inimicizia che intercorre tra la tifoseria giallorossa e quella della Torres. Altre rivalità degne di nota sono quelle con le tifoserie di Alghero e Arzachena.